# ۹۴۵ (قمری)
۹۴۵ (قمری)، نهصد و چهل و پنجمین سال در گاهشماری هجری قمری است. اول محرم این سال برابر با نهم ژوئن سال ۱۵۳۸ میلادی است.